# Скорпіон (серіал)
Скорпіон (тур. Akrep) — турецький драматичний телесеріал виробництва 1441 Productions, перший епізод якого вийшов 11 грудня 2020 року, режисером якого стала Гьокчен Уста за сценарієм Еркана Біргорена.  У головних ролях Демет Акбаг, Еврім Аласья, Бекір Аксой і Юсуф Чим. 17 червня 2021 року у ефір вийшла фінальна, 26 серія.

## Сюжет
Періхан Емген (Демет Акбаг) живе комфортним, безпечним і впливовим життям, яке вона буквально виборювала роками з донькою, онуками та зятем, якого вона терпить заради доньки, хоча він їй не подобається. Одного вечора телефонний дзвінок з поліцейської дільниці назавжди змінить життя усіх членів родини. Знайшли тіло доньки Періхан — Берни.
За гратами знаходиться власниця районної перукарні Ферда Кендірчі (Еврім Аласья), яка у форматі спогадів пояснює молодому адвокату Айшем, який зв'язок існує між нею та Періхан. Виявляється, що Ферда — давно покинута донька Періхан, яка тепер стала коханкою її зятя, щоб помститися матері та забрати те, на що заслужила.
Донька, яку Періхан залишила, коли їй був лише рік, постає перед нею як людина, яка зруйнувала її сім'ю. Залишається питанням часу, коли ж Айшем, яка захищає Ферду від в’язниці, впаде, як бомба, у життя Ферди та її доньки Мерве (Мюге Су Шахін). Дуру (Аслі Меліса Узун), Шахін (Таха Баран Озбек) і Едже (Ахсен Тюркїілмаз), онуки родини Емген, потрапляють у розпал війни Періхан та Ферди.
Ця війна повністю змінить життя сусідів Ферди Араса (Юсуф Чим) та його сестри Іпек (Есіла Умут) і затягне всіх молодих людей у світ любові та ненависті. 

## Актори та персонажі
| Актор              | характер           |
| ------------------ | ------------------ |
| Демет Акбаг        | Періхан Емген      |
| Еврім Аласья       | Ферда Кендірджі    |
| Юсуф Чим           | Арас Саглам        |
| Бекір Аксой        | Фікрет Гюрсой      |
| Берил Позам        | Айшем Гюнгор       |
| Асли Меліса Узун   | Дуру Гюрсой        |
| Мюге Су Шахін      | Мерве Ельгін       |
| Таха Баран Озбек   | Шахін Гюрсой       |
| Демет Гюль         | Хаджер             |
| Сюзан Аксой        | Хюнкяр Аримлі      |
| Есіла Умут         | Іпек Саглам Гюрсой |
| Чагдаш Онур Озтюрк | Ахмет Карадаг      |
| Бертан Аслані      | Ефе                |
| Бестемсу Оздемір   | Сельма             |
| Ахсен Туркїілмаз   | Едже Гюрсой        |
| Башак Дашман       | Берна Гюрсой       |
| Фейяз Гюмюш        | Хакан              |